# Robert Skelton

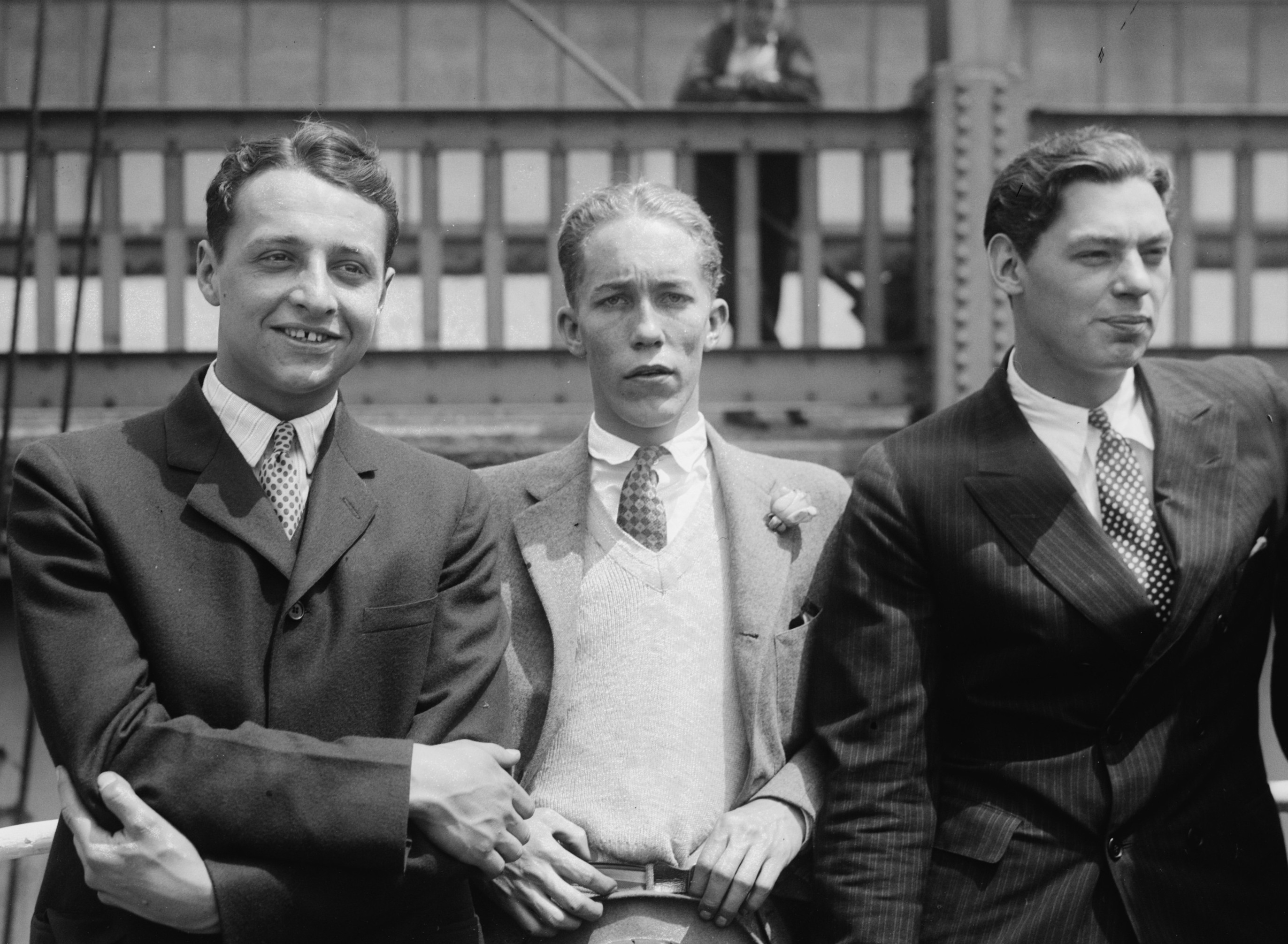
Robert Skelton (m.), mit Ralph Breyer (l.) und Johnny Weissmüller (r.), um 1925

Robert Skelton (* 25. Juni 1903 in Wilmette, Illinois; † 25. Juni 1977 in Houston, Texas) war ein US-amerikanischer Schwimmer.
Bei den Olympischen Spielen 1924 in Paris wurde er Olympiasieger über 200 m Brust. Seine Siegerzeit betrug 2:56,6 Minuten. Skelton schwamm für den gleichen Schwimmerverein (Illinois AC) wie der bekannte Schwimmer Johnny Weissmüller. Im Jahr 1988 wurde er in die Ruhmeshalle des internationalen Schwimmsports aufgenommen.